# Loyal Griggs

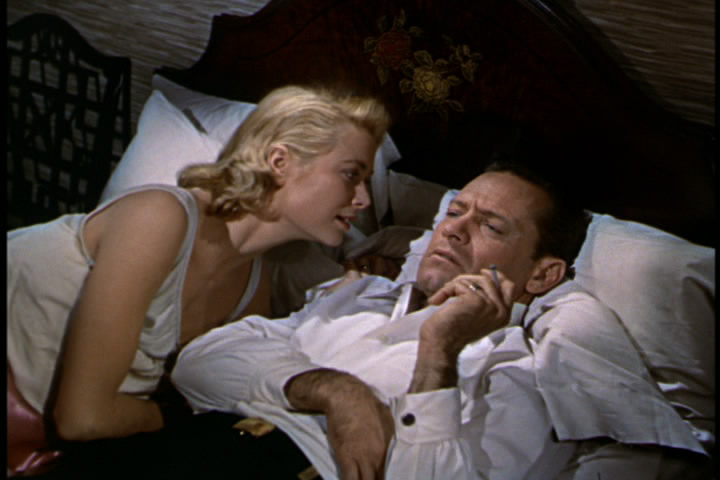
Les Ponts de Toko-Ri (1955) :
Grace Kelly et William Holden

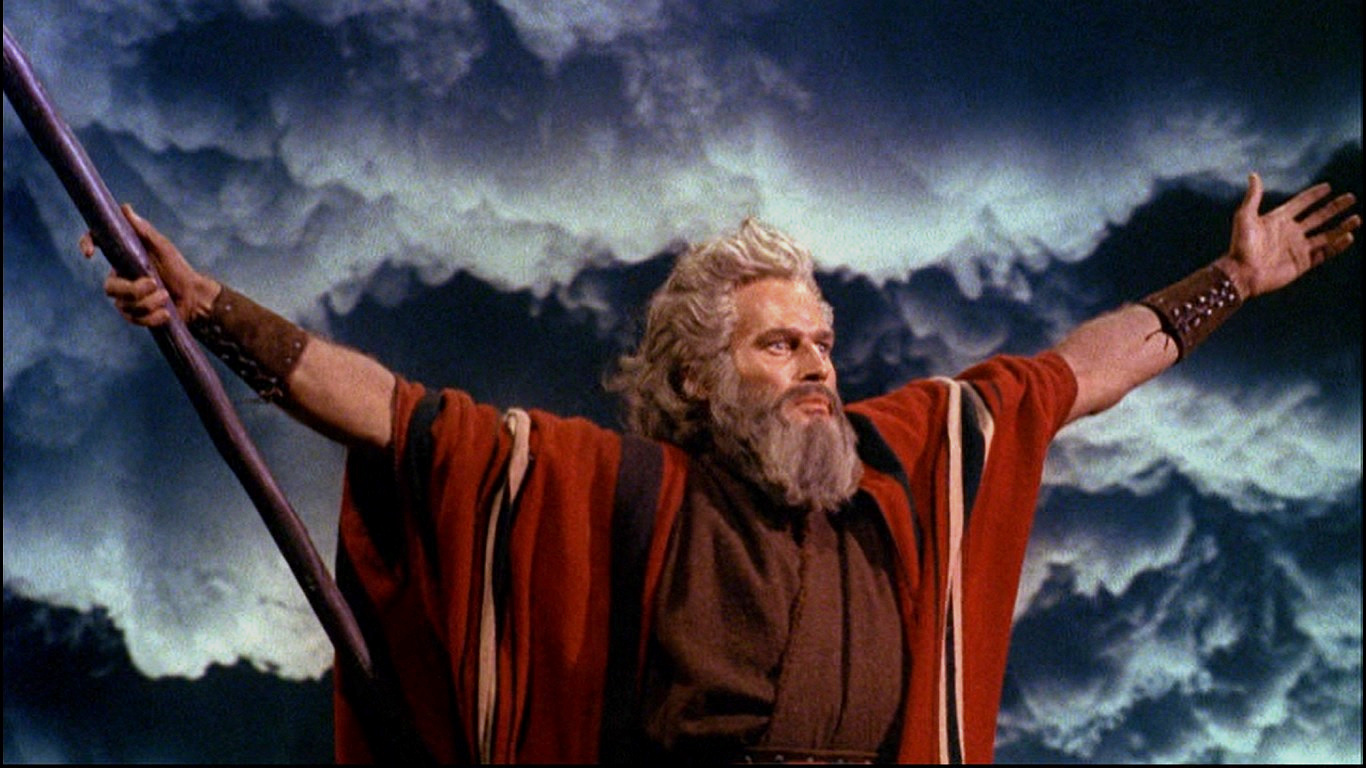
Les Dix Commandements (1956) :
Charlton Heston (Moïse)

Loyal (Allen) Griggs, né le 15 août 1906 au Michigan (lieu indéterminé), mort le 6 mai 1978 à Laguna Hills (Californie), est un directeur de la photographie et technicien des effets visuels américain, membre de l'ASC.

## Biographie
Loyal Griggs intègre en 1924 la Paramount Pictures, où il mène l'essentiel de sa carrière jusqu'en 1969. Il débute comme premier assistant opérateur en 1928, sur deux films de William A. Wellman (qu'il retrouvera par la suite), et comme cadreur la même année. Il devient chef opérateur en 1950, à l'occasion de trois films de Lewis R. Foster, sortis en 1951.
Comme directeur de la photographie, il contribue à quarante films américains (le dernier en 1971), un des plus connus étant Les Dix Commandements de Cecil B. DeMille, sorti en 1956. Il collabore aussi avec les réalisateurs Michael Curtiz (ex. : le film musical Noël blanc en 1954), Otto Preminger (ex. : le film de guerre Première Victoire en 1965), George Stevens (ex. : le western L'Homme des vallées perdues en 1953), entre autres. Pour la télévision, il est chef opérateur d'un téléfilm diffusé en 1959, Destination Space de Lewis R. Foster.
Loyal Griggs s'illustre également comme technicien des effets visuels sur de nombreux films, entre 1932 et 1953. À ce titre, mentionnons La Duchesse des bas-fonds (1945) de Mitchell Leisen et Une place au soleil (1951) de George Stevens. En outre, il est plusieurs fois requis en qualité de photographe de seconde équipe, par exemple sur les tournages de Sueurs froides (1958) d'Alfred Hitchcock et d’Airport (1970) de George Seaton.
Au cours de sa carrière, il obtient quatre nominations à l'Oscar de la meilleure photographie (dont un gagné). Et comme technicien des effets visuels, il est gratifié d'un Oscar d'honneur (voir la rubrique "Distinctions" ci-dessous).

## Filmographie partielle

### Comme directeur de la photographie
- 1951 : Le Dernier Bastion (The Last Outpost) de Lewis R. Foster
- 1951 : La Caravane des évadés (Passage West) de Lewis R. Foster
- 1951 : L'Or de la Nouvelle-Guinée (en) (Crosswinds) de Lewis R. Foster
- 1953 : L'Homme des vallées perdues (Shane) de George Stevens
- 1954 : Noël blanc (White Christmas) de Michael Curtiz
- 1954 : Le clown est roi (3 Ring Circus) de Joseph Pevney
- 1954 : Les Ponts de Toko-Ri (The Bridges of Toko-Ri) de Mark Robson
- 1954 : La Piste des éléphants (Elephant Walk) de William Dieterle
- 1955 : La Cuisine des anges (We're No Angels) de Michael Curtiz
- 1956 : Si j'épousais ma femme (That Certain Feeling) de Melvin Frank et Norman Panama
- 1956 : Les Dix Commandements (The Ten Commandments) de Cecil B. DeMille
- 1957 : Du sang dans le désert (The Tin Star) d'Anthony Mann
- 1957 : L'Homme qui n'a jamais ri (The Buster Keaton Story) de Sidney Sheldon
- 1957 : Terre sans pardon (Three Violent People) de Rudolph Maté
- 1957 : P'tite tête de trouffion (The Sad Sack) de George Marshall
- 1958 : Vague de chaleur (Hot Spell) de Daniel Mann et George Cukor
- 1958 : Les Boucaniers (The Buccaneer) d'Anthony Quinn
- 1958 : Tonka, cheval sauvage (Tonka) de Lewis R. Foster
- 1959 : Violence au Kansas (The Jayhawkers !) de Melvin Frank
- 1959 : Le Bourreau du Nevada (The Hangman) de Michael Curtiz
- 1960 : Mince de planète (Visit to a Small Planet) de Norman Taurog
- 1960 : Walk Like a Dragon de James Clavell
- 1960 : Café Europa en uniforme (G.I. Blues) de Norman Taurog
- 1961 : Man-Trap d'Edmond O'Brien
- 1961 : Hold-up au quart de seconde (Blueprint for Robbery) de Jerry Hopper
- 1962 : Des filles... encore des filles (Girls ! Girls ! Girls !) de Norman Taurog
- 1963 : Papa's Delicate Condition de George Marshall
- 1965 : Première Victoire (In Harm's Way) d'Otto Preminger
- 1965 : Chatouille-moi (Tickle Me) de Norman Taurog
- 1965 : The Slender Thread de Sydney Pollack
- 1965 : La Plus Grande Histoire jamais contée (The Greatest Story Ever Told) de George Stevens, David Lean et Jean Negulesco
- 1966 : Le Ranch maudit (The Night of the Grizzly) de Joseph Pevney
- 1967 : Que vienne la nuit (Hurry Sundown) d'Otto Preminger
- 1967 : Banning de Ron Winston
- 1968 : Syndicat du meurtre (P.J.) de John Guillermin
- 1968 : En pays ennemi (In Enemy Country) de Harry Keller
- 1970 : Tick... Tick... Tick et la violence explosa (...tick...tick...tick...) de Ralph Nelson
- 1971 : Bunny O'Hare de Gerd Oswald

### Comme technicien des effets visuels
- 1932 : L'Adieu aux armes (Farewell to Arms) de Frank Borzage
- 1933 : L'Aigle et le Vautour (The Eagle and the Hawk) de Stuart Walker
- 1938 : Les Gars du large (Spawn of the North) d'Henry Hathaway
- 1938 : Les Hommes volants (Man with Wings) de William A. Wellman
- 1941 : L'Escadrille des jeunes (I Wanted Wings) de Mitchell Leisen
- 1944 : L'Odyssée du docteur Wassell (The Story of Dr Wassell) de Cecil B. DeMille
- 1944 : Practically Yours de Mitchell Leisen
- 1945 : Sa dernière course (Salty O'Rourke) de Raoul Walsh
- 1945 : La Duchesse des bas-fonds (Kitty) de Mitchell Leisen
- 1945 : Le Poison (The Lost Weekend) de Billy Wilder
- 1946 : En route vers l'Alaska (Road to Utopia) d'Hal Walker
- 1946 : Révolte à bord (Two Years before the Mast) de John Farrow
- 1946 : À chacun son destin (To Each His Own) de Mitchell Leisen
- 1946 : Le Joyeux Barbier (Monsieur Beaucaire) de George Marshall
- 1947 : Meurtres à Calcutta (Calcutta) de John Farrow
- 1947 : Les Anneaux d'or (Golden Earrings) de Mitchell Leisen
- 1950 : Dans l'ombre de San Francisco (Woman on the Run) de Norman Foster
- 1951 : Une place au soleil (A Place in the Sun) de George Stevens
- 1951 : Histoire de détective (Detective Story) de William Wyler
- 1953 : Le Petit Garçon perdu (Little Boy Lost) de George Seaton

### Autres fonctions

#### Premier assistant opérateur
- 1928 : Les Pilotes de la mort (The Legion of the Condemned) de William A. Wellman
- 1928 : Tu ne tueras pas ! (Ladies of the Mob) de William A. Wellman
- 1929 : The Marriage Playground de Lothar Mendes

#### Cadreur
- 1928 : Hot News de Clarence G. Badger
- 1929 : Marquis preferred de Frank Tuttle
- 1929 : Parade d'amour (The Love Parade) d'Ernst Lubitsch
- 1940 : The Biscuit Eater de Stuart Heisler
- 1946 : La Mélodie du bonheur (Blue Skies) de Stuart Heisler et Mark Sandrich
- 1947 : La Brune de mes rêves (My Favorite Brunette) d'Elliott Nugent

#### Photographe de seconde équipe
- 1936 : San Francisco de W. S. Van Dyke (séquence du tremblement de terre)
- 1943 : Dixie d'A. Edward Sutherland
- 1945 : Mascarade à Mexico (Masquerade in Mexico) de Mitchell Leisen (séquences à Mexico)
- 1952 : Parachutiste malgré lui (Jumping Jack) de Norman Taurog
- 1952 : Le Masque arraché (Sudden Fear) de David Miller
- 1952 : En route vers Bali (Road to Bali) d'Hal Walker
- 1953 : Les étoiles chantent (The Stars are singing) de Norman Taurog
- 1953 : Courrier pour la Jamaïque (Jamaica Run) de Lewis R. Foster
- 1954 : Quand la marabunta gronde (The Naked Jungle) de Byron Haskin
- 1957 : Car sauvage est le vent (Wild is the Wind) de George Cukor
- 1958 : Sueurs froides (Vertigo) d'Alfred Hitchcock
- 1963 : La Fille à la casquette (A New Kind of Love) de Melville Shavelson
- 1969 : La Kermesse de l'Ouest (Paint Your Wagon) de Joshua Logan
- 1970 : Airport de George Seaton

## Distinctions

### Nominations
- Oscar de la meilleure photographie :
  - En 1957, catégorie couleur, pour Les Dix Commandements ;
  - Et en 1966, catégorie noir et blanc, pour Première Victoire, et catégorie couleur, pour La Plus Grande Histoire jamais contée.

### Récompenses
- Oscar d'honneur (partagé) :
  - En 1939, pour les effets visuels de Les Gars du large.
- Oscar de la meilleure photographie :
  - En 1954, catégorie couleur, pour L'Homme des vallées perdues.